# 최봉균
최봉균 (1991년 6월 24일 ~)는 대한민국의 축구 선수로, 2013년 고양 자이크로 FC에서 데뷔하였다. 2017 시즌을 앞두고 경남 FC로 이적했다.

## 수상

### 클럽
경남 FC
- K리그 챌린지 : 우승 (2017)